# Płomień 81
Płomień 81 – polska grupa hip-hopowa. Powstała w 1998 roku w Warszawie z inicjatywy Pawła „Pezeta” Kaplińskiego i Marcina „Onara” Donesza. Nazwa grupy pochodzi od numeru szkoły, na terenie której raperzy się spotykali (Szkoła Podstawowa nr 81 na Ursynowie).

## Historia
Pierwszym oficjalnym utworem zespołu był „Ursynów” z gościnnym udziałem Lady K na składance Enigma prezentuje: 0-22-Underground vol. 2. Wkrótce potem zespół podpisał kontrakt z Asfalt Records. W 1999 roku ukazał się minialbum Asfalt Wiosna '99, na której zostały wydane dwa utwory: „Muzyka” oraz „Miłe słowa”. W tym samym roku została wydana debiutancka płyta Na zawsze będzie płonął. Materiał na niej został wyprodukowany przez O$kę. Wkrótce potem na kompilacji Hiphopowy raport z osiedla w najlepszym wykonaniu ukazał się utwór „Pytasz kim jestem”.
Po debiucie Płomień 81 został zaproszony do współpracy z DJ 600V nad płytą producencką Szejsetkilovolt. Znalazł się na niej utwór „Mieszkam w mieście” oraz utwór innego wykonawcy – Deusa, który wkrótce potem dołączył do Płomienia 81. Zespół niezadowolony z promocji przez Asfalt Records zdecydował się na podpisanie kontraktu z wytwórnią R.R.X. W 2000 roku nakładem R.R.X. została wydana druga płyta – Nasze dni. Zespół nagrał następnie utwór pt. „Projekt jest w drodze” na Wkurwione bity DJ 600V. Następnie Onar i Pezet zdecydowali się na zakończenie współpracy i podjęcie innych projektów muzycznych.
15 października 2005 roku miała miejsce premiera trzeciego albumu Historie z sąsiedztwa. Wydawnictwo dotarło do 8. miejsca zestawienia OLiS. Na płycie nie wystąpił Deus, gościnnie natomiast wystąpili Nowator i Dwie Asie. Pewną popularność zyskał pochodzący z albumu utwór „Odwaga” notowany na 44. miejscu Szczecińskiej Listy Przebojów Polskiego Radia. W międzyczasie brat Pezeta – Małolat, został aresztowany pod zarzutem handlu narkotykami. Pezet zorganizował akcję Free Małolat w ramach której zostały zebrane fundusze przeznaczone na koszty procesu Małolata. Pezet napisał na potrzeby akcji utwór „Jestem przeciw” w którym, wyrażał swoją opinie na temat polityki w Polsce. Utwór ten znalazł się na nowej płycie zespołu Płomień 81, która cieszyła się popularnością. Ponadto została wybrana przez użytkowników serwisu muzycznego hip-hop.pl i rapgra.com najlepsza płytą w 2005 roku. W ramach promocji powstały trzy teledyski, do utworów: „Powiedz na osiedlu”, „WWA” oraz „Odwaga”.
Od 2008 roku brak było doniesień o działalności zespołu.
W listopadzie 2016 roku, Płomień wystąpił gościnnie w utworze „Masz to we krwi” warszawskiego zespołu Dixon37. W sierpniu 2017 roku, zespół wystąpił na V edycji Polish Hip-Hop TV Festival. Po koncercie, Onar oznajmił, że wraz z Pezetem planują w 2018 roku wydać wspólną płytę jako Płomień 81, jeśli Pezet będzie w pozwalającym na to stanie zdrowotnym.
27 sierpnia 2019 roku, z okazji dwudziestolecia formacji, w sieci pojawił się utwór „Maradona”, z teledyskiem kręconym w Neapolu.

## Dyskografia
Albumy
| Rok                        | Dane dot. albumu                                                            | Pozycja na liście | Certyfikat         |
| Rok                        | Dane dot. albumu                                                            | POL               | Certyfikat         |
| -------------------------- | --------------------------------------------------------------------------- | ----------------- | ------------------ |
| 1999                       | Na zawsze będzie płonął - Data: 27 sierpnia 1999 - Wydawca: Asfalt Records  | 12                |                    |
| 2000                       | Nasze dni - Data: 26 października 2000 - Wydawca: R.R.X.                    | –                 |                    |
| 2005                       | Historie z sąsiedztwa - Data: 15 października 2005 - Wydawca: Konkret Promo | 8                 |                    |
| 2020                       | SZKOŁA 81 - Data: 20 marca 2020 - Wydawca: Superelaks / Koka Beats          | 1                 | - POL: złota płyta |
| „–” album nie był notowany |                                                                             |                   |                    |

Single
| Rok                          | Tytuł                                               | Pozycja na liście | Pozycja na liście | Certyfikat             | Album                 |
| Rok                          | Tytuł                                               | SLiP              | 30 ton            | Certyfikat             | Album                 |
| ---------------------------- | --------------------------------------------------- | ----------------- | ----------------- | ---------------------- | --------------------- |
| 2005                         | „Odwaga”                                            | 44                | 20                |                        | Historie z sąsiedztwa |
| 2019                         | „Maradona”                                          | –                 | –                 |                        | SZKOŁA 81             |
| 2019                         | „Popiół”                                            | –                 | –                 | - POL: złota płyta     | SZKOŁA 81             |
| 2020                         | „Powiedz na osiedlu 2020” (gościnnie: Kali, Paluch) | –                 | –                 | - POL: platynowa płyta | SZKOŁA 81             |
| „–” singiel nie był notowany |                                                     |                   |                   |                        |                       |

Inne
| Rok  | Album                                                          | Utwór | Źródło |
| ---- | -------------------------------------------------------------- | --- | ------ |
| 1998 | Stare Miasto – Stare Miasto                                    | „Płomień” (gościnnie: Płomień 81)                                                                                             | [ 24 ] |
| 1998 | Hiphopowy raport z osiedla w najlepszym wykonaniu (kompilacja) | „Pytasz kim jestem” – Płomień 81 „Miłość braterska” – Płomień 81, Małolat                                                     | [ 25 ] |
| 1998 | Enigma prezentuje: 0-22-Underground vol. 2 (kompilacja)        | „Ursynów” – Płomień 81, Lady K                                                                                                | [ 26 ] |
| 1999 | Szejsetkilovolt – DJ 600V                                      | „Mieszkam w mieście” (gościnnie: Płomień 81, Iza)                                                                             | [ 27 ] |
| 1999 | Asfalt Wiosna 99 (kompilacja)                                  | "Muzyka” – Płomień 81 „Miłe słowa” – Płomień 81 „Muzyka” (Webber 111 Remix) – Płomień 81 „Muzyka” (Instrumental) – Płomień 81 | [ 28 ] |
| 2000 | Hiphopowy raport z osiedla 2000 (kompilacja)                   | „Takie czasy” – Płomień 81 | [ 29 ] |
| 2000 | Pokaż walory (kompilacja)                                      | „Niosę światło” – Płomień 81                                                                                                  | [ 30 ] |
| 2001 | Wkurwione bity – DJ 600V                                       | „Projekt jest w drodze” (gościnnie: Płomień 81)                                                                               | [ 31 ] |
| 2001 | Superelaks – Onar, O$ka                                        | „Fatum” (gościnnie: Płomień 81, Małolat)                                                                                      | [ 32 ] |
| 2007 | Kodex 3: Wyrok – WhiteHouse                                    | „Z miejsca gdzie...” (gościnnie: Płomień 81)                                                                                  | [ 33 ] |
| 2008 | Braterstwo krwi – Projektanci                                  | „Tam się kurwa patrz!” (gościnnie: Płomień 81)                                                                                | [ 34 ] |
| 2008 | Stona siedzi na ulicy mixtape – LWWL                           | „Projekt Hamas – Wybór” (gościnnie: Płomień 81)                                                                               | [ 35 ] |
| 2008 | Mixtape 4 – DJ Decks                                           | „Płomień + Decks = czysty hip-hop” (gościnnie: Płomień 81)                                                                    | [ 36 ] |
| 2010 | Forfiter (mixtape) – DJ Cube                                   | „Forfiter 3” (gościnnie: Płomień 81, Zeus, Numer Raz, Sobota)                                                                 | [ 37 ] |
| 2016 | Krew za krew – Dixon37                                         | „Masz to we krwi” (gościnnie: Płomień 81)                                                                                     | [ 38 ] |

## Teledyski
| Rok  | Utwór                     | Reżyseria               | Album                 | Źródło |
| ---- | ------------------------- | ----------------------- | --------------------- | ------ |
| 2005 | „Odwaga”                  | –                       | Historie z sąsiedztwa | [ 39 ] |
| 2005 | „Powiedz na osiedlu”      | Tygrys Film Productions | Historie z sąsiedztwa | [ 40 ] |
| 2006 | „WWA”                     | XGroup Entertainment    | Historie z sąsiedztwa | [ 41 ] |
| 2019 | „Maradona”                | Paweł Poździk           | SZKOŁA 81             | [ 11 ] |
| 2019 | „Popiół”                  | –                       | SZKOŁA 81             | [ 21 ] |
| 2020 | „Powiedz na osiedlu 2020” | –                       | SZKOŁA 81             | [ 22 ] |

## Nagrody i wyróżnienia
| Rok  | Kategoria                                     | Nagroda            | Uwagi      | Źródło |
| ---- | --------------------------------------------- | ------------------ | ---------- | ------ |
| 2006 | Polska Produkcja Roku (Historia z sąsiedztwa) | Rapgra Awards 2005 | 2. miejsce | [ 42 ] |